# تعاونية الاتحاد (دبي)
تعاونية الاتحاد، المعروفة سابقًا بـ جمعية الاتحاد التعاونية، هي تعاونية للمستهلكين الإماراتيين موجودة في إمارة دبي، الإمارات العربية المتحدة. تأسست في عام 1982 من قبل وزارة العمل والشؤون الاجتماعية في ذلك الوقت. وهي أكبر تعاونية للمستهلكين في دولة الإمارات العربية المتحدة. تدير 27 فرعًا للهايبرماركت وسبعة مراكز تسوق، كلها موجودة في إمارة دبي.
خدمات تعاونية الاتحاد تتضمن إنشاء الهايبرماركت، والمراكز التجارية، والمراكز التجارية، وإدارة التعاونيات داخل الإمارات العربية المتحدة. وهي مدرجة في سوق دبي المالي.  في ديسمبر 2021، كانت لدى تعاونية الاتحاد أكثر من 36.000 تعاونية عضوية، مقارنة بـ 315 عضوًا كانت لديها في عام 1984.

## تاريخ
تأسست تعاونية الاتحاد في 24 مايو 1982، من قبل وزارة العمل والشؤون الاجتماعية في الإمارات العربية المتحدة لتعزيز الظروف الاجتماعية والاقتصادية لأعضائها وخدمة المجتمعات المحلية في مناطق عملها.
في مارس 2021، أطلقت تعاونية الاتحاد مزرعتها العضوية الأولى داخل الشركة، 'مزرعة الاتحاد'، والتي توفر الخضروات خالية من المبيدات الحشرية في مجمع مدينة الورقاء، مع خطط للتوسع عبر فروعها في الإمارات.
في يوليو 2022، أصبحت أول جمعية تعاونية في الإمارات تُدرج في سوق دبي المالي.
استعدادًا لفترة رمضان 2020 خلال جائحة فيروس كورونا المستجد المستمرة، وقّعت الشركة عقودًا تجاوزت قيمتها 400 مليون درهم (108 مليون دولار أمريكي) مع الموردين لضمان توفر الغذاء بما يكفي طوال الشهر.
في نوفمبر 2020، استمرت تعاونية الاتحاد في التوسع من خلال افتتاح مركز التسوق مدينة الورقاء، وهو ثالث مركز لها للتسوق، وأكبر هايبرماركت لها بأكثر من 48،000 منتج. في مارس 2023، أطلقت تعاونية الاتحاد مركز تسوق مجتمعي في مدينة الموتور، دبي، بتكلفة 100 مليون درهم (27.23 مليون دولار أمريكي)، ويضم الهايبرماركت الخامس والعشرين للشركة، و28 متجرًا، و44 شقة سكنية. في الوقت نفسه، فتحت الشركة مركز تسوق في منطقة النهدة-2 في دبي، بالهايبرماركت الخامس والعشرين و41 متجرًا، بتكلفة 50 مليون درهم (14 مليون دولار أمريكي).

## عمليات
تدير تعاونية الاتحاد 27 فرعاً يتبع لها، وهي موجودة ومنتشرة بمختلف مناطق إمارة دبي، الورقاء، القوز، الطي، ند الشبا، ذا بوينت – جميرا، أبو هيل، المدينة العالمية، الممزر، المزهر، أم سقيم، البرشاء، مردف، الوصل، العوير، جميرا، المنخول، الطوار، الحمرية، الراشدية، السطوة، جميرا 1، البرشاء جنوب، شارع حصة، ند الحمر، سوق حتا، موتور سيتي، والنهدة.
كما أن تعاونية الاتحاد تدير وتحدث باستمرار برنامج الولاء "تميز" الخاص بها والذي سجل فيه حتى الأن أكثر من 740 ألف عميل.

## التابعة

### جمعية أم القيوين التعاونية
تدير تعاونية الاتحاد أحد المنافذ التجارية خارج إمارة دبي، يُعرف باسم جمعية أم القيوين التعاونية، ويقع في منطقة السلامة بإمارة أم القيوين، وتهدف جمعية أم القيوين التعاونية إلى توفير سلع ومنتجات بجودة عالية للمواطنين والمقيمين والمستهلكين، حيث قامت تعاونية أم القيوين في شهر يناير 2018، بإطلاق 2.5 مليون سهم للتداول العام لتعزيز الاستثمار في قطاع التجزئة لديها.
استثمرت تعاونية الاتحاد مبلغ 46 مليون درهم في تطوير مشروع تعاونية أم القيوين السكني والتجاري في منطقة السلامة 3، حيث تضمن المشروع هايبر ماركت بمساحة 3,319.6 متراً مربعاً، إلى جانب 15 متجراً للبيع بالتجزئة و70 شقة سكنية.

## المالية
حققت تعاونية الاتحاد صافي أرباح بلغ 153.4 مليون درهم بنهاية النصف الأول 2023.
وسجلت إيرادات الشركة 918.6 مليون درهم خلال النصف الأول 2023، مقابل 965.2 مليون درهم خلال النصف الأول 2022 بتراجع 5%.
وفي الربع الأول من 2022، سجلت تعاونية الاتحاد ارتفاعاً في صافي أرباحها بنسبة 2.6% إلى 116.5 مليون درهم، في حين وصل صافي أرباح العام 2021 بأكمله إلى 413 مليون درهم بهامش ربح 21%، ومنذ عام 1984، حافظت تعاونية الاتحاد على تميزها التشغيلي والمالي، مع معدل نمو سنوي مركب قدره 20.5% في صافي الأرباح وزيادة في المبيعات بنسبة 16.85%، كما هو متوقع في عام 2022.
وفي مارس 2023، أعلنت تعاونية الاتحاد عن توزيع أرباح نقدية بنسبة 22% على قيمة السهم، بالإضافة إلى عائد بنسبة 5% على مشتريات المساهمين.

## المساهمات المجتمعية
يدعم قطاعات مثل الحكومة والتعليم والمنظمات غير الحكومية من خلال مبادرات ومساهمات مختلفة. من عام 2011 إلى عام 2022، خصصت تعاونية الاتحاد ما يقرب من 274 مليون درهم لأنشطة المسؤولية الاجتماعية للشركات (CSR).
ضمن جهودها في مجال المسؤولية الاجتماعية، خصصت تعاونية الاتحاد أكثر من 21 مليون درهم لمبادرات المجتمع في عام 2022. في أكتوبر 2021، وقعت تعاونية الاتحاد مذكرة تفاهم مع مركز دبي للتوحد، وهي منظمة غير ربحية، لدعم القضايا الإنسانية والاجتماعية المحلية. في عام 2019، قامت تعاونية الاتحاد بإنفاق 34.93 مليون درهم على الخدمات الاجتماعية والخدمة المجتمعية. كشريك استراتيجي لجمعية الإمارات لمتلازمة داون ، تساهم تعاونية الاتحاد بشكل كبير في استدامة وتطوير الخدمات.
في أبريل 2023، التزمت تعاونية الاتحاد بتقديم مبلغ قدره 10 ملايين درهم على مدى خمس سنوات لصندوق مليار وجبة، لدعم الأمن الغذائي العالمي وتقديم المساعدات الغذائية المستدامة للمجتمعات الضعيفة.
في أكتوبر 2023، تعاونية الاتحاد شراكة مع مستشفى برجيل للجراحة المتقدمة لتوفير رعاية صحية مخفضة التكلفة وتوعية صحية للموظفين وأعضاء برنامج الولاء تماياز. قدمت تعاونية الاتحاد خصمًا بنسبة 25٪ على السلع الأساسية في فبراير 2023 لدعم جهود الإغاثة بعد الزلزال في تركيا وسوريا.

## الجوائز
في أكتوبر 2022، حصلت تعاونية الاتحاد على "شهادة مسؤولية الشركات الاجتماعية" من غرفة دبي للتجارة والصناعة للعام العاشر على التوالي، معترفة بمساهماتها في الممارسات المسؤولة ومبادرات المجتمع والمشاريع البيئية.
- 2023 - حصدت تعاونية الاتحاد بجائزة “أفضل مؤسسة لدعم توظيف المرأة” من قبل معهد جائزة الشرق الأوسط للتميز.[28]
- 2023 - حصلت على شهادة الآيزو لتجديد اعتماد المعيار لنظامها لاستمرارية الأعمال من «بيرو فيريتاس» فرع دبي.[29]
- 2022 - حصدت جائزة مجلة “انسايت الشرق الأوسط” للتحول الرقمي، وذلك عن فئة “القادة” ضمن أفضل المشروعات لعام 2022.
- 2021- حصلت على علامة غرفة دبي للمسؤولية الاجتماعية للمؤسسات للمرة التاسعة على التوالي، تقديراً لجهودها في مجال المسؤولية الاجتماعية للمؤسسات.[30][31]
- 2020 - كرَّمها الهلال الأحمر الإماراتي لمشاركتها في مبادرة ” سوبر تاجر الشتوي".
- 2020 - فازت بجائزة الشرق الأوسط لتميز مواقع التجارة الالكترونية من معهد جائزة الشرق الأوسط للتميز.

## راجع أيضًا
- قائمة مراكز التسوق في دبي
- دبي مول
- سيتي سنتر مردف